# Majestic Hôtel-Spa
Pour les articles homonymes, voir Hôtel Majestic.
Le Majestic Hôtel-Spa est un hôtel cinq étoiles situé à Paris, dans le 16e arrondissement. Il est la propriété du groupe hôtelier Baverez.

## Histoire
Inauguré en 1908, le Majestic est le deuxième hôtel du groupe Baverez. En 1938, l'hôtel est vendu au ministère de la Guerre et c'est seulement en 1961 que l'hôtel rouvre ses portes.
Le Majestic, situé avenue Kléber, est occupé par le siège du Militärbefehlshaber in Frankreich (Haut commandement militaire allemand en France). Le lieu est administré depuis le 25 octobre 1940 par le général d'infanterie Otto von Stülpnagel qui restera en place jusqu'au 31 janvier 1942, puis sera remplacé au poste de gouverneur militaire par le général d'infanterie Carl-Heinrich von Stülpnagel (cousin du précédent) à partir du 13 février 1942.
Un tunnel construit par l'occupant relie cet hôtel avec l'hôtel Astoria, situé sur l'avenue des Champs-Élysées et le central téléphonique situé au n° 17 de la rue Lapérouse.

## Caractéristiques
Le Majestic Hôtel-Spa est un hôtel cinq étoiles qui compte 22 suites et 28 chambres. L'hôtel dispose d’un spa, d'un bar "Le Premium" et d'un restaurant "Le Magnum". 
Le spa "MAJClub" dispose d'une piscine, d'une salle de remise en forme, de saunas, hammams ainsi que de cabines de soins. 